# Trochoidea molinae
Trochoidea molinae é uma espécie de gastrópode  da família Hygromiidae.
É endémica de Espanha.